# Катастрофа Ту-134 в Сургуте
Катастрофа Ту-134 в Сургуте — авиационная катастрофа, произошедшая в раннее субботнее утро 27 февраля 1988 года в аэропорту Сургута. Авиалайнер Ту-134АК 2-го Минского ОАО предприятия «Аэрофлот» завершал регулярный пассажирский рейс SU-7687 по маршруту Минск — Куйбышев — Тюмень — Сургут, но при заходе на посадку в аэропорту Сургут лайнер отклонился от курса влево. Экипаж попытался прервать заход на посадку и уйти на второй круг, но из-за малой высоты лайнер грубо приземлился на грунтовую ВПП. Из находившихся на его борту 51 человека — 45 пассажиров и 6 членов экипажа погибли 20, выжили 31, получив ранения различной степени тяжести.

## Самолёт
Ту-134АК (регистрационный номер СССР-65675, заводской 2351705, серийный 17-05) был выпущен Харьковским авиационным заводом 28 декабря 1972 года. 29 декабря того же года был передан Министерству гражданской авиации, которое направило его в 235-й отдельный правительственный авиаотряд. 1 января 1979 года авиалайнер был переведён в Минский ОАО Белорусского управления гражданской авиации. Оснащён двумя турбореактивными двигателями Д-30 производства Пермского моторного завода. На день катастрофы 15-летний лайнер совершил 12 656 циклов «взлёт-посадка» и налетал 18 900 часов.

## Экипаж
Состав экипажа рейса SU-7687 был из 2-го Минского объединённого авиаотряда, в состав которого входили 6 человек:
- Командир воздушного судна (КВС) — Анатолий Михайлович Шаврович;
- Второй пилот — Викентий Викторович Шунейко;
- Штурман — Валерий Генрихович Зехов;
- Бортмеханик — Владимир Владимирович Ярошевич;

В салоне авиалайнера работали двое стюардесс:
- Валентина Малахова;
- Алла Черняк.

## Хронология событий

### Предшествующие обстоятельства
27 февраля 1988 год, ночью в 05:03 местного времени рейс SU-7867 с 45 пассажирами и 6 членами экипажа вылетел из Тюменского аэропорта Рощино, а рейс выполнял Ту-134А борт СССР-65675, летящий из Минска в Сургут с промежуточными остановками в Куйбышеве и Тюмени, сейчас самолёт выполняет последний участок рейса Тюмень — Сургут. Набрав высоту, лайнер занял эшелон полёта 9100 метров. Всего на его борту находился 51 человек: 45 пассажиров (43 взрослых и 2 ребёнка) и 6 членов экипажа.
В 05:35, спустя полчаса после вылета, экипаж получил сведения о погоде в Сургуте за 05:20 — тихо, дымка с видимостью 8 километров. Плановый посадочный магнитный курс был 251° (с востока), но чтобы сэкономить время и авиатопливо, экипаж запросил разрешить им выполнить по кратчайшему пути — по магнитному курсу 71° (с запада). Руководитель полётов (РП) удовлетворил их просьбу, но не стал организовывать метеорологические наблюдения и не включил курсо-глиссадную систему СП-75 и систему ОСП на данном курсе посадки. Фактически использовалась только радиолокационная система посадки (РСП). КВС Шаврович провёл предпосадочную подготовку, в процессе которой определил, что основной системой захода на посадку будет являться курсо-глиссадная, а резервной — радиолокационная, режим — директорный. При этом он не сообщил экипажу о метеорологических минимумах для этих систем и не определил высоту принятия решения (ВПР). В свою очередь штурман Зехов сообщил экипажу о работе ДПРМ и БПРМ по курсу посадки 71°, но при этом не прослушал их позывных.

### Заход на посадку
В 03:47 рейс 7687 начал снижаться с эшелона полёта. В процессе снижения штурман обнаружил, что привода по курсу посадки не работают, в связи с чем запросил у авиадиспетчера подхода возможности их включить. Но авиадиспетчер ответил, что заход на посадку будет осуществляться по посадочному радиолокатору, с чем штурман согласился. Далее экипаж перешёл на связь с авиадиспетчером круга и получил от него разрешение выполнять заход по РСП и снижаться до 400 метров к четвёртому развороту. В 04:02:45, когда лайнер находился в 17 километрах от торца ВПП и в 3200 метрах правее линии курса, пилоты перешли на связь с авиадиспетчером посадки, который разрешил выполнять четвёртый разворот. Далее экипаж вошёл в глиссаду и доложил о готовности к посадке, на что получил от диспетчера разрешение. Вплоть до расстояния 4 километра от торца ВПП рейс 7687 выполнял полёт по глиссаде без существенных отклонений.
В 04:06:11, когда до торца ВПП оставалось 3 километра, диспетчер предупредил экипаж, что они находятся в 20 метрах левее глиссады и в 10 метрах выше её, поэтому дал указание довернуть на курс 74°. Однако в этот момент командир, вероятно, отвлёкся от приборов и посмотрел внутрь кабины. Это во многом было вызвано тем, что авиалайнер подходил к высоте 130 метров, но штурман, в нарушение правил, не дал команду «Оценка». В результате из-за отвлечения командира вертикальная скорость снижения уменьшилась с 4,6 до 3 м/сек. На высоте 100—110 метров экипаж включил было фары, но из-за неожиданного попадания в непрогнозируемую дымку, возник световой экран, поэтому фары пришлось выключить. В 06:06:37 диспетчер передал экипажу: Удаление 2 [километра], на курсе, выше 10 [метров], выше 15 [метров]. Через несколько секунд лайнер прошёл высоту принятия решения — 100 метров, но штурман вновь в нарушение инструкций не сообщил об этом. Сам КВС на данной высоте не давал команд ни на посадку, ни на уход на второй круг. В данной ситуации второй пилот Шунейко, не услышав решения командира на ВПР, был обязан начать выполнять уход на второй круг. Однако он этого не сделал и экипаж продолжил снижение.

### Катастрофа
В 04:07:01 пилотам поступило указание от авиадиспетчера: Ближний, курс 70, выше 15. БПРМ самолёт прошёл на высоте 86 метров вместо положенных 70 метров, и в 18 метрах правее линии посадки. Через несколько секунд (в 06:07:07) сработал сигнал «ОПАСНАЯ ВЫСОТА», поэтому командир на три секунды потянул штурвал на себя, чем снизил вертикальную скорость с 5,7 до 1 м/сек, высота за этот промежуток успела уменьшиться с 60 до 43 метров. Далее лайнер с курса 71° повернул на курс 64,5°, после чего в 700 метрах от торца ВПП пересёк линию посадки и стал уклоняться влево (к северу). Но пилоты этого не заметили, так как КВС перевёл взгляд от приборов и попытался увидеть огни приближения искусственной ВПП (ИВПП, с асфальтобетонным покрытием), но увидел лишь отдельные огоньки, а второй пилот за приборами не следил. Далее в 06:07:10 штурман доложил: Полоса по курсу, а через секунду диспетчер передал экипажу: Удаление 500, полоса перед вами, но в этот момент доклад штурмана наложился на начало доклада авиадиспетчера и в результате экипаж услышал: …полоса перед вами. Лайнер в этот момент был в 40 метрах над землёй.
Неправильно восприняв полученную от диспетчера команду, КВС, намереваясь всё же произвести посадку, в 06:07:15 увеличил вертикальную скорость снижения с 1 до 5,5 м/с, хотя не видел ясных наземных ориентиров, а сама посадка осуществлялась с выключенными фарами. На высоте 38 метров и при скорости 286 км/ч рейс 7687 пролетел торец ИВПП, находясь при этом в 50 метрах левее посадочного курса. Пытаясь определить, где они находятся, командир фактически потерял контроль за своими действиями, а второй пилот не предпринимал никаких активных действий по пилотированию. Командир начал двигать штурвал, создавая крен, однако определить пространственное положение не смог, так как, уклонившись влево, самолёт теперь летел над покрытой снегом землёй и приближался к грунтовой ВПП (ГВПП), идущей параллельно ИВПП в 100 метров северней. Определение высоты также было затруднено, так как бортмеханик докладывал только прохождение высот 40, 25 и 20 метров, после чего перестал передавать данные. Диспетчеры аэропорта Сургута из-за нестандартного расположения стартовых диспетчерских пунктов не видели самолёт со своих рабочих мест, а потому не могли предупредить экипаж о его непосадочном положении.
В 06:07:24 диспетчер посадки увидел по посадочному радиолокатору, что самолёт начал отклоняться влево и начал набор высоты, поэтому дал команду: По прямой 200. Через секунды КВС принял решение всё же прервать заход на посадку и уходить на второй круг и в 06:07:29 взял штурвал на себя, при этом уменьшив крен с 7,2 до 6°, а также почти сразу увеличил режим двигателей. Но из-за нехватки времени и высоты катастрофа уже была неизбежна.
Всего через секунду в 06:07:30 (04:07:30 МСК) снижавшийся по курсу 66° рейс SU-7687 с высокой вертикальной скоростью ударился стойками шасси о заснеженную ГВПП в 714 метрах от торца ИВПП и в 113 метрах левее её оси. Лайнер испытал почти пятикратную перегрузку (4,6—4,8g), в результате чего у него разрушилась и оторвалась правая плоскость крыла, а лайнер опрокинулся шасси вверх, при этом оторвало двигатель №2 (правый). Затем самолёт, разрушаясь, проскользил по земле около 300 метров и остановился в точке (61°20′41″ с. ш. 73°23′21″ в. д.), при этом вытекшее авиатопливо воспламенилось, вызвав пожар, который распространился на высокотоксичную отделку пассажирского салона. В катастрофе погибли 20 человек — 3 члена экипажа (второй пилот и обе стюардессы: Малахова и Черняк) и 17 пассажиров; при этом из них от травм погиб лишь второй пилот Шунейко, тогда как остальные погибли из-за отравления токсичными продуктами горения.

## Расследование
По результатам расследования комиссия сделала следующие выводы:
1. В процессе захода на посадку экипаж допустил грубые нарушения требований НПП ГА-85 и технологии работы:
  1. КВС продолжал снижение после пролёта ВПР при отсутствии визуального контакта с наземными ориентирами и огнями приближения и ИВПП, не выдерживая заданных диспетчером параметров полёта на снижении, что привело к созданию непосадочного положения самолёта, его грубому приземлению в стороне от ИВПП ночью, с выключенными фарами, с вертикальной перегрузкой, превышающей допустимые значения.
  2. Второй пилот в нарушение НПП ГА-85 при отсутствии на ВПР решения КВС уход на второй круг не выполнил, при дальнейшем снижении самолёта активного пилотирования по приборам не осуществлял.
  3. Штурман не выдал информацию о высоте начала визуальной оценки и высоте принятия решения, что не нацелило КВС и второго пилота на прекращение снижения и выполнение ухода на второй круг.
  4. Бортмеханик не выдавал экипажу непрерывной информации о высоте полёта на предпосадочной прямой с высоты 70 метров и до приземления, что лишило экипаж возможности объективно оценивать высоту полёта перед приземлением.
2. Руководитель полётов нарушил требования НПП ГА-85 и НСД ГА-81 в части организации метеорологического и радиотехнического обеспечения полёта, что лишило экипаж возможности контролировать положение самолёта относительно ИВПП на предпосадочной прямой и, после пролёта БПРМ, по показаниям приборов курсо-глиссадной системы, а также не информировал работников АМСГ о принятом решении о посадке самолета с курсом 71°, что не позволило им приступить к наблюдением за фактической погодой в районе захода на посадку с данным курсом, а экипажу и диспетчерам — иметь информацию о фактической погоде.
3. Анализ синоптической обстановки и местных микроклиматических особенностей, прогнозирование ухудшения видимости до 800 метров в период с 06:00 до 09:00 и анализ действий экипажа позволяют утверждать, что в районе захода на посадку с МК=71° в приземном инверсионном слое при слабом ветре образовалась непрогнозируемая дымка индустриального происхождения, ухудшившая полётную видимость и связанная с наличием в 4—5 километрах от большого тёплого ГРЭС со значительным выбросом водяного пара, а также с присутствием в районе других промышленных выбросов. Выдерживание практически постоянного курса на снижении от БПРМ до пролёта торца ИВПП с пересечением линии посадочного курса на удалении 700 метров указывает на несоответствие данных о видимости, выданных экипажу, и реальной видимости на предпосадочном снижении, так как в противном случае экипаж не допустил бы ухода в сторону от ИВПП при пролёте её торца, не принимая мер для исправления бокового уклонения.
4. В Минском лётном отряде не проводилась должная разъяснительная работа среди лётного состава по исправлению ошибок при заходе на посадку методом ухода на второй круг, как единственно правильного решения КВС.
5. В МГА СССР не проводились комплексные научные исследования по определению профессиональной работоспособности членов экипажей воздушных судов старшего возраста, что приводит к допуску к полётам лиц летного состава, теряющих профессиональную работоспособность в условиях воздействия длительного ночного полёта, снижения биологических ритмов, при возникновении усложненных ситуаций.

### Заключение
Катастрофа самолёта произошла вследствие невыполнения КВС и вторым пилотом требований НПП ГА-85 по уходу на второй круг с высоты принятия решения до минимально допустимой согласно РЛЭ при попадании в условия ухудшенной видимости и отсутствии надежного визуального контакта с огнями приближения, невыдерживания заданных параметров снижения, что привело к созданию непосадочного положения самолёта при заходе на посадку ночью, с выключенными фарами, в результате чего самолёт грубо приземлился левее посадочной полосы с перегрузкой, превышающей допустимую, разрушился и загорелся.
Катастрофе сопутствовали нарушения требований НПП ГА-85 и НСД ГА-81 руководителем полётов, который не организовал метеорологическое и радиотехническое обеспечение данного полёта при смене рабочего старта, чем лишил экипаж возможности контролировать положение самолёта относительно курса и глиссады по показаниям приборов, а работников АМСГ — осуществлять метеонаблюдения с курсом посадки.— Выписка из доклада УГА